# آرتور هوگبلاد
آرتور هوگبلاد (انگلیسی: Arthur Häggblad؛ ۱۴ اوت ۱۹۰۸ – ۱۶ ژوئن ۱۹۸۹ (aged 80)) ورزشکار اسکی صحرانوردی اهل سوئد بود.
وی در مسابقات کشوری و بین‌المللی در مجموع برندهٔ ۲ مدال برنز شده‌است.